# Пантиго (Северна Каролина)
Пантиго (енгл. Pantego) град је у америчкој савезној држави Северна Каролина.

## Демографија
По попису из 2010. године број становника је 179, што је 9 (5,3%) становника више него 2000. године.
| Група             | 2000.       | 2010.       |
| Белци             | 136 (80,0%) | 119 (66,5%) |
| Афроамериканци    | 30 (17,6%)  | 37 (20,7%)  |
| Азијати           | 0 (0,0%)    | 0 (0,0%)    |
| Хиспаноамериканци | 3 (1,8%)    | 16 (8,9%)   |
| Укупно            | 170         | 179         |